# Walteria
Walteria is een geslacht van sponsdieren uit de klasse van de Hexactinellida.

## Soorten
- Walteria flemmingi Schulze, 1886
- Walteria leuckarti Ijima, 1896